# Tekken
Tekken (jap. 鉄拳) – seria konsolowych bijatyk, tworzona i wydawana przez firmę Namco. Początkowo jako gra arcade, później została przeniesiona na konsole PlayStation, PlayStation 2, WonderSwan, Game Boy Advance, PSP, PlayStation 3, Xbox 360, PlayStation 4, Xbox One, PlayStation 5, Xbox Series X/S oraz na PC.
Pierwsza część serii została wydana na automaty oraz konsolę PlayStation w 1994 roku i oferowała grafikę trójwymiarową. Kolejna część powstała również na automaty oraz na PlayStation w 1996 roku. W drugiej części został wprowadzony system parry i reversal, czyli zbijania lub przechwytywania ciosów oponenta. Trzecia z kolei część powstała na konsolę PlayStation oraz na automaty. Wprowadzono rewolucyjny system juggle i sidestep (pozwalały one na dowolne poruszanie się po całej arenie, jak również na przedłużanie serii ciosów, tworząc combo). Po trzeciej części przyszedł czas na spin-off pod nazwą Tekken Tag Tournament, który ukazał się na konsoli PlayStation 2 oraz automatach. Wprowadzono w niej system walki 2 na 2 wraz ze zmianą postaci w trakcie walki. Nie była ona ściśle powiązana z fabułą głównej serii. Na bazie trzeciej części powstała gra Tekken Advance na Game Boy Advance.
Rewolucją w serii była część czwarta ze względu na zastosowanie systemu zamkniętych lub częściowo zamkniętych aren (nie było aren w pełni otwartych). Powstała na konsole PlayStation 2 oraz automaty. Kolejną, piątą już część wydano w 2004 roku na automaty, a w 2005 – na PlayStation 2. Na konsolę PlayStation Portable trafiła wersja Dark Resurrection. Ta sama wersja wzbogacona o wyświetlanie grafiki HD do rozdzielczości 1080i została wydana w marcu roku 2007 w wersji na konsolę PlayStation 3. Gra rozprowadzana jest za pośrednictwem sieci PlayStation Network. We wrześniu 2007 udostępniono do pobrania rozszerzenie wzbogacające Tekken 5 Dark Resurrection o opcję pojedynków on-line. Jest to pierwsza trójwymiarowa gra tego typu udostępniająca możliwość walki z innymi graczami przy użyciu sieci. Część szósta została stworzona w tym samym roku na konsole PlayStation 3, Xbox 360 i PlayStation Portable oraz na automaty. W 2012 roku ukazał się spin-off Street Fighter X Tekken pozwalający na walkę postaciami z serii Street Fighter, wtedy też nadeszła premiera gry Tekken Tag Tournament 2, w której gracz mógł przebierać swoje postacie i wykonywać kombinacje ciosów przy użyciu naraz dwóch bohaterów. W 2013 roku na PlayStation Store udostępniona została bezpłatna gra Tekken Revolution.
2 czerwca 2017 roku premierę miała siódma część serii Tekken. Gra bazuje na silniku graficznym Unreal Engine 4. Tytuł ukazał się na konsolach Xbox One i PlayStation 4 oraz na komputerach osobistych.
26 stycznia 2024 miała premierę ósma już część Tekkena. Gra została wydana na platformy PlayStation 5, Xbox Series X/S oraz na komputery osobiste za pośrednictwem serwisu Steam.
Na potrzeby serii stworzono fikcyjnych bohaterów m.in. Alisa Bosconovitch, Jin Kazama, Lili, Mokujin czy Yoshimitsu.
| Tytuł                       | Rok wydania | Platformy                                             |
| --------------------------- | ----------- | ----------------------------------------------------- |
| Tekken                      | 1994        | Arcade, PlayStation                                   |
| Tekken 2                    | 1995        | Arcade, PlayStation                                   |
| Tekken 3                    | 1997        | Arcade, PlayStation                                   |
| Tekken Tag Tournament       | 1999        | Arcade, PlayStation 2                                 |
| Tekken Card Challenge       | 1999        | WonderSwan                                            |
| Tekken Command Battle       | 2001        | EZplus                                                |
| Tekken 4                    | 2001        | Arcade, PlayStation 2                                 |
| Tekken Advance              | 2001        | Game Boy Advance                                      |
| Tekken Command Battle 2     | 2002        | EZplus                                                |
| Tekken 5                    | 2004        | Arcade, PlayStation 2                                 |
| Tekken Pachislot            | 2004        | Arcade                                                |
| Death by Degrees            | 2005        | PlayStation 2                                         |
| Namco × Capcom              | 2005        | PlayStation 2                                         |
| Tekken 5: Dark Resurrection | 2005        | Arcade, PlayStation Portable, PlayStation Network     |
| Tekken 6                    | 2007        | Arcade, PlayStation 3, Xbox 360, PlayStation Portable |
| Tekken Resolute             | 2010        | J2ME                                                  |
| Tekken Tag Tournament 2     | 2011        | Arcade, PlayStation 3, Xbox 360, Wii U                |
| Tekken Hybrid               | 2011        | PlayStation 3                                         |
| Tekken 3D: Prime Edition    | 2012        | Nintendo 3DS                                          |
| Street Fighter X Tekken     | 2012        | PlayStation 3, Xbox 360, PlayStation Vita, PC         |
| Project X Zone              | 2012        | Nintendo 3DS                                          |
| Tekken Card Tournament      | 2013        | iOS, Android, PC                                      |
| Tekken Revolution           | 2013        | PlayStation 3                                         |
| Tekken Arena                | 2013        | iOS, Android                                          |
| Tekken 7                    | 2015        | Arcade, PlayStation 4, Xbox One, PC                   |
| Project X Zone 2            | 2015        | Nintendo 3DS                                          |
| Tekken Mobile               | 2018        | iOS, Android                                          |
| Tekken 8                    | 2024        | PlayStation 5, Xbox Series X/S, PC                    |